# Comuna Pavlivka, Solone
Pavlivka (în ucraineană Павлівка) este o comună în raionul Solone, regiunea Dnipropetrovsk, Ucraina, formată din satele Mîrne, Pavlivka (reședința), Propașne și Voikove.

## Demografie
Componența lingvistică a satului Pavlivka
     Ucraineană (95,76%)
     Rusă (3,91%)
     Alte limbi (0,22%)
Conform recensământului din 2001, majoritatea populației satului Pavlivka era vorbitoare de ucraineană (95,76%), existând în minoritate și vorbitori de rusă (3,91%).